# Aystetten
Aystetten település Németországban, azon belül Bajorországban. Lakosainak száma 3053 fő (2023. december 31.). Aystetten Gersthofen és Horgau községekkel határos.

## Népesség
A település népessége az elmúlt években az alábbi módon változott:
| Lakosok száma | 425  | 1109 | 2059 | 2383 | 2962 | 3018 | 3019 | 3030 | 3031 | 3053 |
|               | 1875 | 1950 | 1975 | 1987 | 2012 | 2014 | 2016 | 2017 | 2021 | 2023 |